# Nore (fiume)
Il Nore (irl. An Fheoir) è un fiume che scorre nella parte centro-meridionale dell'Irlanda. 

## Percorso
Nasce nella contea di Laois presso l'Arderin e, attraversando la città di Kilkenny e confluendo nel Barrow va a formare le Tre sorelle insieme al Suir e, vicino Waterford, sfocia nel Mare Celtico.
Le acque del fiume, soprattutto vicino Kilkenny, hanno in determinati periodi un colore rossastro per via della presenza di materiali di tipo ferroso, fra tutti l'ematite, sulle colline circostanti al centro abitato.
Il Green's Bridge è un ponte che attraversa il fiume Nore nella Kilkenny, il costruito 1766.